# 中島ひろ子
中島 ひろ子（なかじま ひろこ、1971年2月10日 - ）は、日本の女優。
東京都出身で、小学生時代に神奈川県の大磯町に転居。エム・アール所属。

## 来歴
17歳の時に『オルゴール』（1989年公開）でデビュー。
1990年の『櫻の園』に主演して第14回日本アカデミー賞新人俳優賞など、各映画賞を受賞して脚光を浴びる。
以降、1994年の主演ドラマ『雪』（NHK）が第31回ギャラクシー賞・テレビ部門大賞を受賞したり、1997年頃から土曜ワイド劇場（テレビ朝日系）などの2時間ドラマなどに出演。この他映画、テレビドラマ、ナレーションやCMなどどんな役をも見事に演じる実力派女優として多方面で活躍する。
私生活では2004年頃（33歳）に結婚したが、2012年に離婚。離婚理由について「母性が強く相手にいろいろと尽くしすぎてしまい、子供のように見えてしまって夫として見られなくなった」と語っている。
2019年、『櫻の園』以来、29年ぶりとなる主演映画『いつかのふたり』が公開された。

## エピソード

### 子供時代
両親と弟と東京で暮らしていたが、小学校高学年の時に神奈川県の大磯町に引っ越した。東京の小学校では全く目立たない地味な子だったが、大磯の学校では「東京から来た転入生」ということで目立ち、これが原因で中学卒業頃までイジメられた。中学時代に演劇部所属の同級生の影響で、「芸能界に行けばいじめっ子たちを見返せるかも」と思ったことから、女優を目指し始める。10代で芸能事務所に所属し、自身初めてのオーディションで映画『オルゴール』への出演が決まった。

### ヌードに関して
デビュー作の『オルゴール』では、演技や映画撮影のこともよく分からないまま、初めてだらけの状態で現場に臨んだ。当初の予定では、ブラジャーの上に毛皮を羽織り、下はミニスカートをはいての出演だった。しかし、撮影当日に突然黒土三男監督から「上脱ぐ？下脱ぐ？10分あげるから考えなさい」と言われ、“迷惑をかけちゃいけない”との思いから上半身のヌードを承諾した。後日、映画館で両親と親友と一緒に同作を鑑賞したが、ヌードになったことを知らない父親から怒られ、3日間口をきいてもらえなかったという。
1996年の映画『眠る男』で、20代前半で初めてお母さん役を演じたが、これはオーディションで選ばれた。同作には赤ちゃんを抱いて裸でお風呂に入るシーンがあり、事前に監督立ち会いのもとで裸のオーディションが行われた。その際監督から「うーん、胸がちっちゃいなあ。乳飲み子を産んだお母さんの胸じゃないな」と言われたが、合格した。

## 人物
身長は160cm、スリーサイズはB80cm、W64cm、H85cm。靴のサイズは23.5cm。
血液型はO型。
詳細は不明だが、女子校に通っていた。
映画『櫻の園』への主演起用は、同作のプロデューサー・笹岡幸三郎が、たまたま『オルゴール』を観たことから決まった。
10代の頃から落ち着いた大人っぽい雰囲気があったことから、20代前半にして人妻役や母親役の出演が多かった。また、以降の女優業では、生活感がある役や暗い役を依頼されることも多い。若い頃からトレンディドラマへの出演に憧れていたがあまり縁がなく、後に「1回でもいいから素敵な恋愛ものをやってみたかった」と回想している。
1994年のドラマ『雪』の撮影期間中、自身が運転する自動車で事故に遭い、ハンドルに顔を突っ込んだ。顔の出血や腫れ、小指の骨折などの怪我を負ったが、幸い2週間で退院できたため、撮影に支障はなかった。

## 出演

### 映画
- オルゴール（1989年） - 瞳 役
- 櫻の園（1990年） - 主演・志水由布子 役
- 1990牡丹燈篭（1990年） - 恵理
- ありふれた愛に関する調査（1992年） - コインランドリーの女
- 橋のない川（1992年） - 安井あさ子 役
- ナースコール（1993年） - 北野理恵 役
- ナチュラル・ウーマン（1994年） - 森沢由梨子 役
- 「物陰に足拍子」より MIDORI （1996年） - 吉成美英子 役
- 眠る男 （1996年） - 若い嫁 役
- 岸和田少年愚連隊（1997年） - マサエ 役
- OL忠臣蔵（1997年） - 花祭鯛子 役
- 緑の街（1997年） - 一ノ瀬信子 役
- 折り梅（2002年） - 菅野つや子（政子の母） 役
- 美しい夏キリシマ（2003年） - 藤本はる 役
- ベースボールキッズ（2003年） - 藤井さとみ 役
- 花田少年史 幽霊と秘密のトンネル（2006年） - 村上美代子 役
- ピーナッツ（2006年） - 相良まりこ 役
- バルトの楽園（2006年） - たみ 役
- 地下鉄に乗って（2006年） - 長谷部民枝 役
- 天使がくれたもの（2007年） - 香久山聖の母 役
- 0からの風（2007年） - 岡野咲江 役
- 遠くの空に消えた（2007年） - 柏手ヒハルの母 役
- 私は貝になりたい（2008年） - 折田の妻 役
- 戦慄迷宮3D THE SHOCK LABYRINTH（2009年） - 川島賢（ケン）の母 役
- 甘い鞭（2013年） - 岬加代子 役
- リップヴァンウィンクルの花嫁（2016年） - カメオ出演
- 祈りの幕が下りる時（2018年） - 押谷道子 役
- 小さな恋のうた（2019年） - 譜久村静代 役
- いつかのふたり（2019年） - 主演・木嶋麻子 役[10][11]
- 瞽女 GOZE（2019年） - トメ 役
- 癒しのこころみ〜自分を好きになる方法〜（2020年） - 篠崎直子 役
- 朝が来る（2020年） - 片倉貴子 役
- ケイコ 目を澄ませて（2022年） - 小河喜代実 役[12]
- 左様なら今晩は（2022年11月11日） - みさき 役[13]
- 君に幸あれよ（2023年）- スナックのママ かおる 役
- 朝をさがして（2024年）[14]
- 痴人の愛（2024年）[15]
- 劇場版ドクターX FINAL（2024年） - 音戸サトルの妻 役
- また逢いましょう（2025年） - 洋子 役[16]

### テレビドラマ

#### NHK
- 雪（1994年） - 主演・ユキ 役
- 連続テレビ小説
  - 春よ、来い（1994 - 1995年） - 竹中由子 役
  - すずらん（1999年） - 富高民子 役
  - だんだん（2008年） - 芦田久美子 役
  - つばさ (2009年のテレビドラマ) スピンオフ（2009年） - 松本詩織 役
  - ゲゲゲの女房（2010年） - 大竹日出子 役
  - べっぴんさん（2016年） - 小野マツ 役
- ルージュ（2001年） - 矢嶋しげり 役
- はんなり菊太郎（2002年） - 菊千代 役
- 茂七の事件簿 新ふしぎ草紙（2002年） - おいち（おぎんの母） 役
- 七色のおばんざい（2005年） - 八木祐子 役
- 華岡青洲の妻（2005年） - 於勝 役
- 風の来た道（2007年） - 樋口洋子 役
- 風林火山（2007年） - 於フ子（玉ノ井） 役
- トップセールス（2008年） - デモ隊の主婦 役
- 心の糸（2010年） - 大貫和美（いずみの母） 役
- 中学生日記（2011年） - 高山青空の母 役
- 永遠の泉（2012年） - 峰山美智子 役
- いつか陽のあたる場所で（2013年） - 江口琴美 役
- ご縁ハンター（2013年） - 鈴原恵 役
- 太陽の罠（2013年） - 濱康子 役
- サイレント・プア（2014年） - 片平祐美 役
- 妻は、くノ一〜最終章〜（2014年） - 浜路 役
- 紅白が生まれた日（2015年） - 山田佳代子 役[17][18]
- 未解決事件 (NHKスペシャル)（2016年） - 児玉睿子 役
- 立花登青春手控え（2016年） - お島 役
- ブランケット・キャッツ（2017年） - 葉山早苗 役
- アシガール（2017年） - 速川美香子 役
- 鳴門秘帖（2018年） - お吉 役
- 主婦カツ!（2018年） - 牧原早苗 役
- 家康、江戸を建てる（2019年） - 松 役
- ディア・ペイシェント〜絆のカルテ〜 第4回（2020年） - 広瀬真弓 役
- 天使の耳〜交通警察の夜（2023年3月20日、NHK BS4K / 6月10日、NHK BSプレミアム / 2024年4月2日・9日、NHK総合） - 御厨雅代 役[19]
- 大岡越前スペシャル〜大波乱!宿命の白洲〜（2023年） - 世津 役[20]
- 広重ぶるう（2024年） - 葛飾応為 役[21]
- 母の待つ里（2024年） - 佐々木サチコ 役[22]
- Shrink-精神科医ヨワイ- 第3話（2024年） - 小山内昌子 役
- バニラな毎日（2025年） - 結杏の母 役[23]
- まぐだら屋のマリア（2025年） -  丸狐由美 役[24]

#### 日本テレビ
- 火曜サスペンス劇場
  - 「盲人探偵・松永礼太郎」（1993年 - 1994年） - 松永サチ 役
  - 「弁護士・朝日岳之助10」（1997年） - 小原良枝 役
  - 「九門法律相談所」（1999年） - 植野夏子 役
  - 「指名手配2」（1999年） - 嶋田千鶴 役
  - 「女検事・霞夕子」（2001年） - 真野玲子 役
  - 「警部補 佃次郎」（2003年） - 山下恭子 役
  - 「刑事・鬼貫八郎」（2005年） - 山田理恵 役
- 金曜ロードSHOW!
  - 「磁石男」（2014年）
- 夜逃げ屋本舗（2003年） - 古柴朋子 役
- ラストプレゼント 娘と生きる最後の夏（2004年） - 牛尾加奈子 役
- ハチ公物語（2006年） - 君枝 役
- 演歌の女王（2007年） - 田丸ヒトシの義姉 役
- 君がくれた夏 〜がんばれば、幸せになれるよ〜（2007年）
- 学校じゃ教えられない!（2008年） - 水木一樹の母 役
- 霧の火 樺太・真岡郵便局に散った九人の乙女たち（2008年） - 中島菊子 役
- 金田一少年の事件簿N(neo)（2014年） - 葉多野恵 役
- 五つ星ツーリスト〜最高の旅、ご案内します!!〜（2015年） - 大沢和美 役
- 青春探偵ハルヤ〜大人の悪を許さない!〜（2015年） - 宮沢多香子 役
- 増山超能力師事務所（2017年） - 滝沢留美 役
- 過保護のカホコ（2017年） - 国村環 役
- イノセンス 冤罪弁護士（2019年） - 阿蘇恵美子 役
- アンラッキーガール!（2021年） - 福良涼子 役
- ブラッシュアップライフ（2023年） - 近藤久美子 役
- 勝利の法廷式 第6話（2023年） - 麻生理香子 役
- 消せない「私」-復讐の連鎖-（2024年） - 海崎淑恵 役[25]
- GO HOME〜警視庁身元不明人相談室〜 第4話（2024年8月3日） - 葉山晶子 役[26]
- ホットスポット 第4話（2025年2月2日） - 小久保佳菜子 役
- 相続探偵 第4話・第5話（2025年2月15日・22日） - 三富沙織 役[27]

#### TBSテレビ
- あの日の僕をさがして（1992年） - 恵理
- 僕が彼女に、借金をした理由。（1994年） - 太刀山杏子 役
- ひとりっ子同志（1996年）
- 独身生活（1999年） - 久美
- ガッコの先生（2001年） - 田山啓子 役
- 月曜ミステリー劇場
  - 「カードGメン・小早川茜」（2002年） - 森徳子（三島絵理） 役
  - 「万引きGメン・二階堂雪」（2003年） - 綾瀬美里 役
  - 「女タクシードライバーの事件日誌」（2003年） - 甲田慶子 役
- 月曜ゴールデン
  - 「世直し公務員 ザ・公証人」（2006年） - 田宮美香子 役
  - 「税務調査官・窓際太郎の事件簿15」（2007年） - 北島瑞穂 役
  - 「自治会長・糸井緋芽子社宅の事件簿」（2007年） - 青山美咲 役
  - 「遺品整理人・谷崎藍子〜死者が遺したメッセージ〜」（2010年） - 相沢加奈子 役
  - 「女子刑務所東三号棟8」（2010年） - 杉本洵子 役
  - 「新 法廷荒らし 猪狩文助〜終の棲家〜」（2015年） - 香原真紀枝 役
  - 「守護神・ボディーガード 進藤輝4」（2015年） - 沢渡ひとみ 役
- 月曜名作劇場
  - 「赤かぶ検事奮戦記 (中村梅雀のテレビドラマ)7」（2017年） - 佐藤真理 役
- ケータイ刑事 銭形シリーズ
  - ケータイ刑事 銭形愛（2002年） - 岡光耀子 役
  - ケータイ刑事 銭形泪（2004年） - 赤坂六美 役
- 新・いのちの現場から（2004年） - 岩本（旧姓；坂本）杏子 役
- 誰よりもママを愛す（2006年） - 真田知の母 役
- 京都へおこしやす!（2008年） - 水嶋玲子 役
- DOOR TO DOOR（2009年） - 伊藤千加子 役
- トイレの神様（2011年）
- ハンチョウ〜神南署安積班〜 第4シリーズ（2011年） - 二川美紀 役
- 水戸黄門第43部（2011年） - おけい 役
- 終着駅〜トワイライトエクスプレスの恋（2012年）
- スープカレー（2012年） - 平目良子 役
- 浪花少年探偵団（2012年） - 安西芳子 役
- 宮部みゆきミステリー パーフェクト・ブルー（2012年） - 三沢紀子 役
- 半沢直樹 2013年版（2013年） - 浅野利恵 役
- おやじの背中（2014年） - 小泉歌子 役
- SAKURA〜事件を聞く女〜（2014年） - 宇佐美景子 役
- 流星ワゴン（2015年） - 橋本花織 役
- レッドクロス〜女たちの赤紙〜（2015年） - 高木志津 役
- 表参道高校合唱部!（2015年） - 夏目雪 役
- コウノドリ 第1シリーズ（2015年） - 吉沢昌美 役
- 重版出来!（2016年） - 東江芳子 役
- 死幣-DEATH CASH-（2016年） - 萩森夕美子 役
- 仰げば尊し （2016年） - 香代子 役
- 逃げるは恥だが役に立つ（2016年） - 里中仁美 役
- きみが心に棲みついた（2018年） - 小川信子 役
- 病室で念仏を唱えないでください（2020年） - 長沢奈穂 役
- トリリオンゲーム（2023年） - 安住久子 役

#### フジテレビ
- しあわせの決断（1992年） - 水谷亜紀 役
- 誰かが彼女を愛してる（1992年） - 田辺恵理子 役
- 悪魔のKISS（1993年） - 佐渡香代 役
- 白鳥麗子でございます!2（1993年）
- ハートにS（1995年）
- タブロイド（1998年） - 大隈信子 役
- 眠れる森（1998年） - 高木佐江 役
- 隠密奉行朝比奈（1999年） - しおみ 役
- きらきらひかる（2000年） - 根岸みゆき 役
- 二千年の恋（2000年） - 石橋佑子 役
- カバチタレ!（2001年） - 内田冴子 役
- ランチの女王（2002年） - 水野千鶴 役
- 北の国から 遺言（2002年） - 中畑すみえ 役
- 剣客商売 第4シリーズ（2003年） - お久 役
- 世にも奇妙な物語
  - 「ラブチェアー」（1993年） - 福山久美 役
- 金曜エンタテイメント→金曜プレステージ→赤と黒のゲキジョー
  - 「京都祇園入り婿刑事事件簿」（2003年） - 菊丸（岩井詩織） 役
  - 「おふくろシリーズ18」（2003年） - 土屋康子 役
  - 「ハマの静香は事件がお好き」（2005年） - 沢田弥生 役
  - 「鬼刑事 米田耕作」（2012年） - 奥寺洋子 役
  - 「外科医 鳩村周五郎10」（2012年） - 田丸聡子 役
  - 「淋しい狩人」（2013年） - 史恵 役
  - 「検事・霞夕子7」（2014年） - 園山たまき 役
- 美味しんぼ（2007年） - 田畑絹江 役
- はだしのゲン（2007年） - ウメ 役
- 風のガーデン（2008年） - 三沢夫人
- いじわるばあさん（2009年）
- ヴォイス〜命なき者の声〜（2009年） - 宇野真由美 役
- 土曜プレミアム
  - 「松本清張生誕100年記念作品・駅路」（2009年） - 三田村洋子 役
  - 「神戸新聞の7日間」（2010年）
- 白い春（2009年） - 三枝圭子 役
- やっとかめ探偵団（2010年） - 久保田幸子 役
- 明日の光をつかめ（2010年 - 2011年） - 横山恭子 役
- 名前をなくした女神（2011年） - 加藤弓恵 役
- チーム・バチスタ4 螺鈿迷宮 （2014年） - 大石由喜江 役
- &美少女 NEXT GIRL meets Tokyo （2017年） - 笹原京子 役
- さくらの親子丼（2017年） - 東海林美香 役
- 絶対零度 (テレビドラマ)（2020年） - 時田幸子 役
- SUITS/スーツ Season2（2020年） - 江川恵美 役
- 青のSP―学校内警察・嶋田隆平―（2021年） - 涌井静香 役
- 僕の大好きな妻!（2022年） - 高橋夕子 役
- 魔法のリノベ（2022年） - 飛山倭子 役
- スタンドUPスタート（2023年） - 林田洋子 役[28]
- グランマの憂鬱（2023年） - 嘉川博美 役
- 『I am…』23歳たち「打ち明けられない私の恋人」（2024年1月26日配信、FOD / 2月19日〈予定〉、フジテレビ）- 母 役[29][30][31]
- 366日（2024年） - 雪平真由美（明日香の母） 役[注 8]
- 新宿野戦病院（2024年） - 沼田かなえ 役

#### テレビ朝日
- はみだし刑事情熱系（1997年） - 結城久美子 役
- 土曜ワイド劇場
  - 「事件」（1997年） - 沢口理恵 役
  - 「おとり捜査官・北見志穂」（1998年） - 夕張直美 役
  - 「西村京太郎トラベルミステリー」（2001年） - 宇佐美京子 役
  - 「おかしな二人」（2002年） - 大根晴江 役
  - 「殺人被害者の妻」（2005年） - 新庄夕子 役
  - 「温泉 (秘) 大作戦」（2009年） - 岸谷麗子 役
  - 「森村誠一の終着駅シリーズ」（2009年） - 柳川直美 役
  - 「法医学教室の事件ファイル」（2010年） - 木村康子 役
  - 「救急救命士・牧田さおり」（2010年） - 相沢由紀子 役
  - 「天使が消えていく」（2010年） - 伊能文子 役
  - 「狩矢父娘シリーズ」（2011年） - 佐野理恵 役
  - 「人類学者・岬久美子の殺人鑑定」（2011年） - 秋山友子 役
  - 「温泉若おかみの殺人推理」（2012年） - 立花晴美 役
  - 「検事・朝日奈耀子」（2013年） - 岡崎梨緒 役
  - 「ヤメ検の女」（2014年） - 嶋田夏恵 役
  - 「100の資格を持つ女〜ふたりのバツイチ殺人捜査〜」（2015年） - 小島怜子
  - 「タクシードライバーの推理日誌」（2016年） - 沢田小百合 役
  - 「ショカツの女 新宿西署 刑事課強行犯係13」（2017） - 高宮恵子 役
- 日曜プライム
  - 「鉄道捜査官18」（2018年） - 入江正美 役
  - 「警視庁・捜査一課長」（2019年） - 村中彩乃 役
- 京都迷宮案内 第1シリーズ（1999年） - 月島圭子 役
- スタイル!（2000年） - 後藤成美 役
- 月下の棋士（2000年） - 鈴本和代 役
- 科捜研の女
  - season4 第5話（2002年） - 菊池薫 役
  - season15 第4話（2015年） - 椿千代子 役
  - season19 第14話（2019年） - 神城峰子 役
- 八丁堀の七人
  - 第3シリーズ（2002年） - およう 役
  - 第5シリーズ（2004年） - お蝶 役
- 相棒 Season2 第5話「蜘蛛女の恋」（2003年） - 七森雅美 役
- 電池が切れるまで（2004年） - 小林潤子 役
- おみやさん（2004年） - 佐伯万里子 役
- にんげんだもの（2004年） - 相田直子 役
- ダムド・ファイル（2004年） - 井口美佳 役
- 名奉行! 大岡越前（2005年） - お駒 役
- 女刑事みずき〜京都洛西署物語〜（2005年） - 広瀬佳代 役
- 生徒諸君!教師編（2007年） - 白井良実 役
- 八州廻り桑山十兵衛〜捕物控ぶらり旅 第4話（2007年） - おたか 役
- 4姉妹探偵団（2008年） - 村井里子 役
- 7人の女弁護士（2008年） - 吉岡典子 役
- 氷の華（2008年） - 関口真弓 役
- 刑事一代 平塚八兵衛の昭和事件史（2009年） - 石崎篤子 役
- コールセンターの恋人（2009年） - 八田ゆみえ 役
- 交渉人〜THE NEGOTIATOR〜（2009年） - 砂山こずえ 役
- 臨場 続章（2010年） - 金森里美 役
- 霊能力者 小田霧響子の嘘（2010年） - 村上佳代 役
- Answer〜警視庁検証捜査官（2012年） - 金森公江 役
- 信長のシェフ（2013年） - よね 役
- 遺留捜査（2013年） - 仁科菜摘 役
- 警部補 矢部謙三 第2シーズン（2013年） - 越智景子 役
- 私の嫌いな探偵（2014年）
- 黒服物語（2014年） - 小川市子 役
- ママが生きた証（2014年） - 高橋医師 役
- AKBホラーナイト アドレナリンの夜 第21話「おねえちゃん」（2015年）
- 家政夫のミタゾノ 第3シリーズ 第4話（2019年） - 玄角優美子 役
- やすらぎの刻〜道（2019年） - 早苗 役
- 必殺仕事人2020（2020年） - 田上しずえ 役
- 特捜9 Season3 第7話（2020年） - 飯倉秋代 役
- 逃亡者（2020年） - 池田和恵 役
- 刑事7人 Season8 第7話（2022年） - 西野清美 役
- 無能の鷹 第5話（2024年11月8日） - 朱雀亜矢子 役[32]
- リベンジ・スパイ（2025年） - 菅原雪子 役[33]

#### テレビ東京
- 日本名作ドラマ「鍵」（1993年9月20日・9月27日） - 桐谷敏子 役
- マルホの女〜保険犯罪調査員〜（2014年） - 園城えりな 役
- 最果てから、徒歩5分（2022年） - 幸田杏子 役
- 女と愛とミステリー
  - 「和泉教授夫妻シリーズ」（2001年） - 仲野好江 役
  - 「小樽運河殺人案内」（2003年） - 会田静枝 役
  - 「捜査一課長・神崎省吾」（2004年） - 松谷明子（笠井清美） 役[34]
- 水曜ミステリー9
  - 「密会の宿」（2007年） - 高倉知世 役
  - 「四文字の殺意 ひめごと」（2008年） - 土田由香 役
  - 「松本清張特別企画・不在宴会」（2008年） - 長谷川茜 役
  - 「検事・沢木正夫」（2013年） - 堂本和木子 役
  - 「嘘の証明 犯罪心理分析官・梶原圭子3」（2013年） - 湯原麻子 役
  - 「ソタイ 組織犯罪対策課」（2014年） - 深野仁美 役
- 月曜プレミア8
  - 「駐在刑事 2021 SP」（2021年） - 荒木祥子 役
- さらば、佳き日（2023年） - 山田桃子 役[35]
- ハイエナ 第4話（2023年） - 佐々石美智代 役
- 推しを召し上がれ〜広報ガールのまろやかな日々〜（2024年） - 朋太子野恵 役[36]
- ハコビヤ 第4話（2024年） - 矢中三恵子 役[37]
- ソロ活女子のススメ4（2024年） - 「うわさのへそんちゃん」店員 役[38]
- ベイビーわるきゅーれ エブリデイ!（2024年） - 杉本かなえ 役

#### WOWOW
- 希望ヶ丘の人びと（2016年） - 宮嶋里美 役
- 沈まぬ太陽（2016年） - 大倉幸江 役
- 黒鳥の湖（2021年） - 谷岡比佐子 役
- 眼の壁（2022年） - 関野千代子 役

#### 衛星放送
- ハルとアオのお弁当箱（2020年） - 木野浩子（ハルの母） 役

### ナレーション
- 東京ウォーキングマップ （2001年 - 2009年）

### オリジナルビデオ
- 巨乳ハンター2 アドベンチャー・サマー（1990年）
- 突風!ミニパト隊アイキャッチ・ジャンクション（1991年）
- 白百合女学園洋弓部 白銀の標的（1991年）

### 舞台
- 燕のいる駅（2012年）